# Luis Escobar Kirkpatrick
Luis Escobar Kirkpatrick, VII marqués de las Marismas del Guadalquivir (Madrid, 5 de septiembre de 1908-Madrid, 16 de febrero de 1991) fue un autor teatral, director de teatro y actor español.

## Biografía
Licenciado en Derecho y formado como periodista en la Escuela de Periodismo de El Debate, y relacionado con la alcurnia conservadora madrileña (hijo de Alfredo Escobar y Ramírez, marqués de Valdeiglesias y propietario del diario La Época, y hermano de José Ignacio Escobar y Kirkpatrick, que heredaría el título de su padre), en 1938 fue nombrado jefe de la Sección de Teatro dependiente de la Jefatura de Propaganda del Ministerio del Interior del primer gobierno de Franco, y fundó y dirigió la Compañía de Teatro Nacional de FET y de las JONS, que al final de la guerra pasaría al Teatro Español de Madrid.
Fue asimismo director del Teatro María Guerrero y dueño del Teatro Eslava, ambos en Madrid. De su labor como director teatral destaca su adaptación de Las mocedades del Cid para el teatro, titulada El amor es un potro desbocado.
Escribió diversas comedias como La Cenicienta del Palace (1940) y Un hombre y una mujer (1961). Además, dirigió dos películas: La honradez de la cerradura (1950), con Paco Rabal como actor principal y basada en la obra de teatro de Jacinto Benavente y La canción de la Malibrán (1951).
A finales de la década de 1970, Luis García Berlanga le dio un papel en La escopeta nacional (1978), sátira de las cacerías en tiempos de Franco. Su interpretación del marqués de Leguineche, dueño de la finca donde se daba la cacería, tuvo tanto éxito que dio lugar a otras dos películas: Patrimonio Nacional  y Nacional III, en las que el marqués y su familia eran los protagonistas absolutos y se reflejaba la realidad político-social española.
Comienza así Escobar una carrera como actor repleta de interpretaciones memorables, casi siempre encasillado en el papel de aristócrata con tintes autoparódicos (A la pálida luz de la luna) o en producciones que no siempre estaban a la altura de sus apariciones (El Cid Cabreador).
El 16 de febrero de 1991 murió de un infarto de miocardio mientras dormía. En esos momentos participaba en el rodaje de la película Fuera de juego, de Fernando Fernán Gómez. Al día siguiente se le rindió un homenaje en la gala de los Premios Goya, en la que estaba prevista su participación entregando el premio al mejor actor.

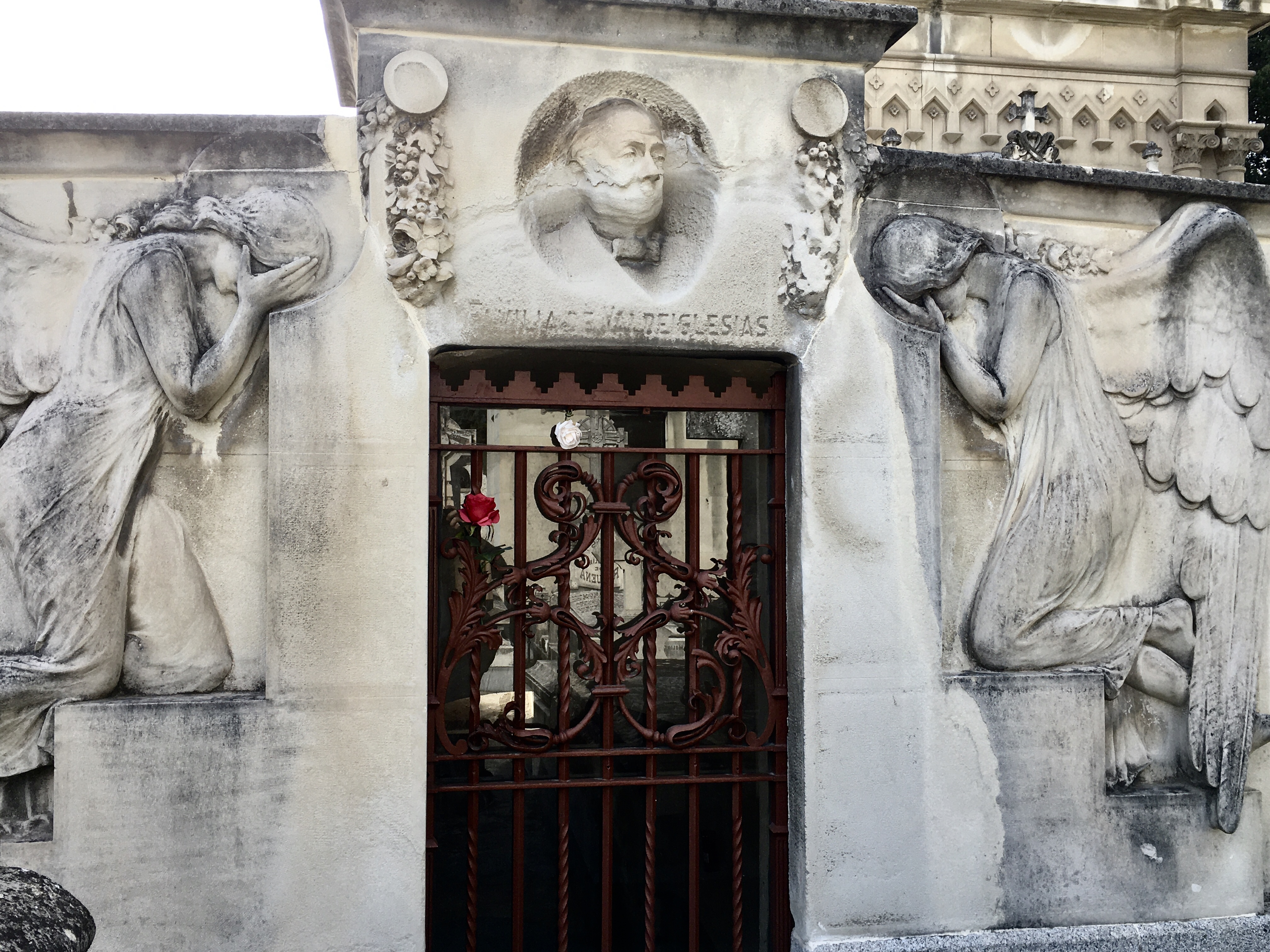
Panteón de los marqueses de Valdeiglesias, donde yacen sus restos.

Sus restos mortales se encuentran en el panteón de los marqueses de Valdeiglesias, pertenecientes a la familia de su hermano José Ignacio Escobar y Kirkpatrick, y situado junto al Panteón de Escritores y Artistas Españoles del cementerio de San Justo de Madrid.

## Cine

### Actor
- La escopeta nacional 1977 (como marqués de Leguineche)
- La Sabina 1979
- El divorcio que viene 1980
- Patrimonio Nacional 1981 (como marqués de Leguineche)
- Las aventuras de Enrique y Ana 1981
- Nacional III 1981 (como marqués de Leguineche)
- ¡Que vienen los socialistas! 1982
- Buenas noches, señor monstruo 1982
- Buscando a Perico 1982
- La colmena 1982
- El Cid Cabreador 1983
- La gran comedia 1986
- Teo el pelirrojo 1986
- Moros y cristianos 1987
- Sufre Mamón 1987
- Soldadito español 1988
- Al-Andalus (El camino del sol) 1988
- Don Juan, mi querido fantasma 1990
- Fuera de juego 1991

### Director
- La honradez de la cerradura 1950
- La canción de la Malibrán 1951

## Televisión
- Tango (1992)
  - Capítulo 1
- Eva y Adán, Agencia Matrimonial (1990)
  - Capítulo 9: Como en un cuento de hadas
- Brigada Central (1989)
  - Capítulo 6: Asuntos de Rutina
- El mismo día a la misma hora[5] (1987)
  - Programa de avances de RTVE
- Goya (1985)
- La comedia musical española (1985)
- Anillos de Oro (1983)
  - Capítulo 6: El País de las Maravillas
- Don Baldomero y su gente (1982)
- Los pintores del Prado (1974)
  - Velázquez: La nobleza de la pintura
- El pícaro (1974)
  - Capítulo 12: Engaño que Lucas hizo a un mercader y el engaño que resultó de este engaño.
  - Capítulo 13: En el que todo llega a su final si es que algo tiene final en la vida.

## Teatro (selección de obras dirigidas)
- La herida del tiempo (1942), de J.B. Priestley.
- Ni pobre ni rico, sino todo lo contrario (1943), de Miguel Mihura y Tono.
- El caso de la mujer asesinadita (1946), de Miguel Mihura y Álvaro de Laiglesia.
- Plaza de Oriente (1947), de Joaquín Calvo Sotelo.
- El vergonzoso en palacio (1948), de Tirso de Molina.
- Don Juan Tenorio (1949), de José Zorrilla, con escenografía de Salvador Dalí.[6]
- Historias de una casa (1949), de Joaquín Calvo Sotelo.
- En la ardiente oscuridad (1950), de Antonio Buero Vallejo.
- La Plaza de Berkeley (1952), de John L. Balderston.
- Una mujer cualquiera (1953), de Miguel Mihura.
- Te espero en el Eslava (1957)
- La Celestina (1957), de Fernando de Rojas.[7]
- Ven y ven...al Eslava (1958)
- Los extremeños se tocan (1959), de Pedro Muñoz Seca.
- Las salvajes en Puente San Gil (1963), de José Martín Recuerda.
- El amante (1965), de Harold Pinter.
- La colección (1968), de Harold Pinter.
- Retorno al hogar (1970), de Harold Pinter.
- Viejos tiempos (1974), de Harold Pinter.

## Escritos
- En cuerpo y alma: memorias de Luis Escobar, 1908-1991, Madrid: Temas de Hoy, 2000.
- Retratos de la vida, 1875-1939, recopilados y seleccionados por Publio López Mondéjar, Madrid: Editorial Mayoría, 1980; segunda edición H. Blume, 1981.
- Fuera es de noche. Comedia dramática en dos partes, dividida en cinco cuadros. Madrid: Alfil, 1957.
- Elena Ossorio. Comedia dramática en dos actos. Madrid, Escélicer, 1959.
- Con Luis Saslawski, El amor es un potro desbocado. Comedia en dos actos, Madrid, Ediciones Alfil, 1959; reimpreso en Madrid: Escélicer, 1968.
- Un hombre y una mujer. Comedia en dos partes, inspirada en la novela de Mercedes Formica «La ciudad perdida». Madrid: Alfil, 1961.[8]
- Adaptación, con Juan Gyenes y Enrique Llovet, Don Juan y el teatro en España, Mundo Hispánico, 1955.
- Con Claudio de la Torre, Mi querido ladrón (comedia en tres actos según la obra de A. Laszlo), Madrid: Talía, 1945.
- Adaptación, con Huberto Pérez de la Ossa, de Fernando de Rojas, La Celestina. Madrid: Artes Gráficas Arges, 1959.
- Con Juan Ignacio Luca de Tena, El vampiro de la calle de Claudio Coello. Farsa tragicómica en tres actos estrenada en el Teatro Alcázar el día 27 de abril de 1949. Madrid, 1949.
- Adaptación, con Santiago Martínez Caro, La cabeza de un traidor. Comedia dramática en dos actos, original de Robert Bolt. Madrid: Alfil n.º 365, 1963.